# Nahal Taninim

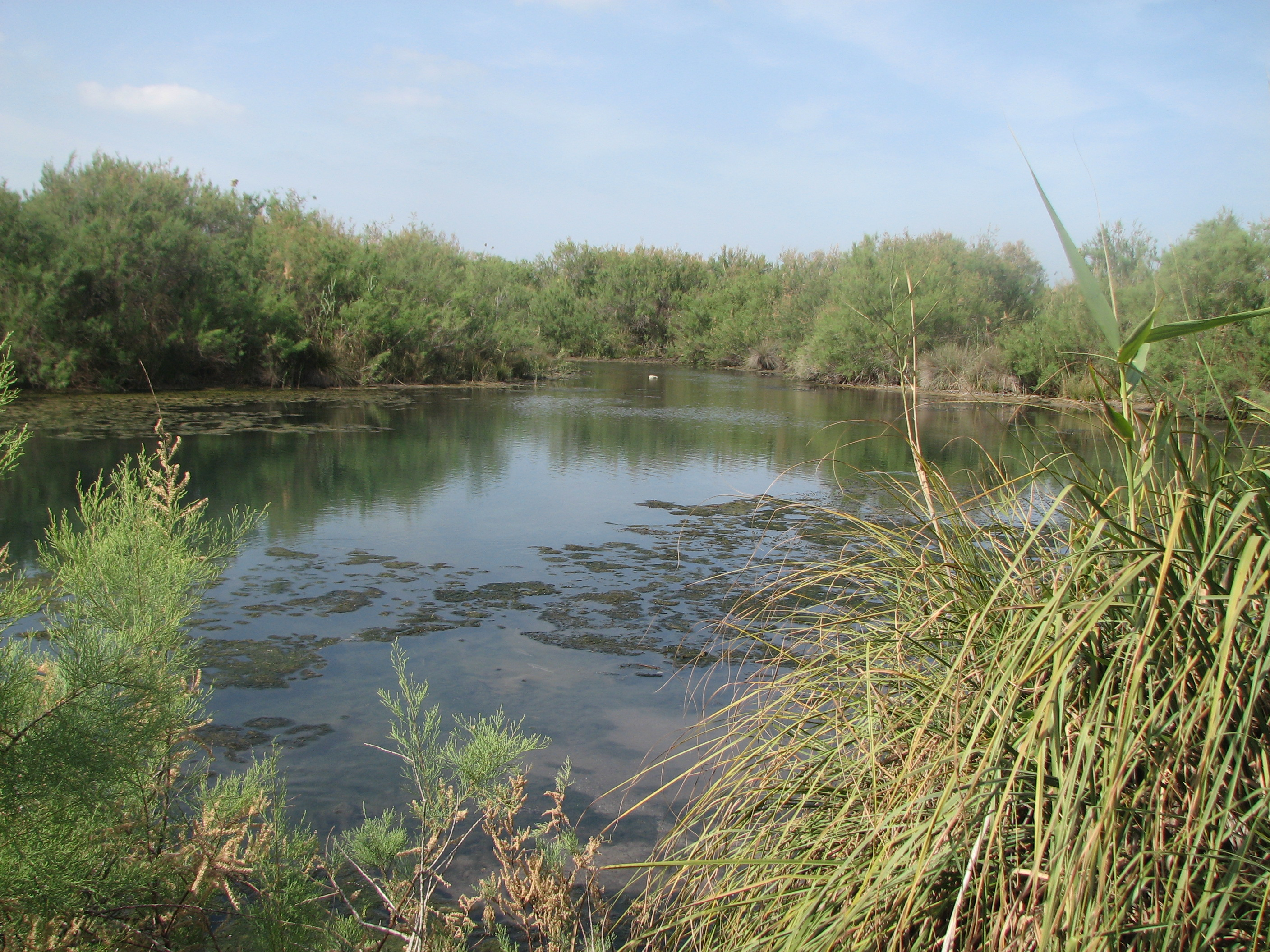
Nahal Taninim

Nahal Taninim sau Tanninim (în ebraică נחל תנינים, transliterat: Pârâul Crocodililor) sau Wadi az-Zarka (în arabă وَادِي الزرقاء) este un râu în Israel în apropiere de orașul arab Jisr az-Zarqa, lângă Ramot Menashe și se varsă în Marea Mediterană la sud de Ma'agan Michael. Acesta marchează limita sudică a regiunii Hof HaCarmel, sau regiunea câmpiei de coastă Carmel.

## Etimologie
Râul este numit după crocodilul de Nil care a populat mlaștinile Kebara din apropiere până la începutul secolului al-lea. Ultimul crocodil a fost vânat în 1912 și face parte dintr-o colecție germană taxidermică expusă în prezent la  muzeu de istorie naturală al Universității din Tel Aviv.
Rămășițele lui  Krokodelion polis, nume grec pentru „Orașul Crocodililor”, un oraș stabilit acolo în perioada persană (sec. V-IV î.Hr.), sunt vizibile și astăzi.

## Istoric
Numele Râul crocodililor datează încă din Cruciada a treia, în timpul căreia crocodilii au devorat doi cavaleri care se scăldau în râu.

## Hidrologie
Suprafața bazinului și a afluenții săi este de aproximativ 200 de kilometri pătrați, inclusiv râurile Taninim, Ada, Barkan, Alona și Mishmarot. Nahal Taninim este cel mai curat dintre râurile de coastă ale Israelului.  Trei căi navigabile se întâlnesc în pârâul natural Nahal Taninim:, un apeduct roman care se întinde de la izvoarele Zabrin până în Cezareea, și Mifale Menashe, lucrările de apă care colectează scurgerea de suprafață a apelor și a apei de izvor, dirijându-le în masa de apă subterană.

## Floră și faună
Tufărișul dens și stuful de-a lungul Nahal Taninim găzduiește multe păsări diferite, printre care pitulici de pe malul apei și alte păsări cântătoare.